# Lionel Barrymore

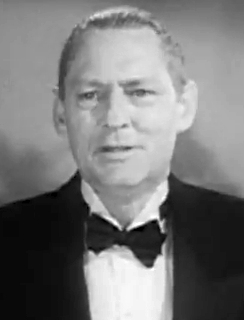
Lionel Barrymore

Lionel Barrymore (n. 28 aprilie 1878, Pennsylvania, SUA – d. 15 noiembrie 1954, Van Nuys⁠(d), California, SUA) a fost un actor american de teatru și film laureat cu premiul Oscar.

## Filmografie

### Ca actor
| Film                                     | An   | Rol                        | Note                                            | Ref.            |
| ---------------------------------------- | ---- | -------------------------- | ----------------------------------------------- | --------------- |
| The Battle                               | 1911 | Wagon driver               |                                                 | [ 10 ]          |
| The Miser's Heart                        | 1911 | Jules                      |                                                 | [ 11 ]          |
| Home Folks                               | 1912 | –                          |                                                 | [ 12 ]          |
| Friends                                  | 1912 | Grizzley Fallon            |                                                 | [ 13 ]          |
| So Near, Yet so Far                      | 1912 | –                          |                                                 | [ 14 ]          |
| The Chief's Blanket                      | 1912 | Young man                  |                                                 | [ 15 ]          |
| The One She Loved                        | 1912 | Neighbor                   |                                                 | [ 16 ]          |
| The Painted Lady                         | 1912 | Man at fair                |                                                 | [ 16 ]          |
| Heredity                                 | 1912 | –                          | Lost film                                       | [ 17 ] [ 18 ]   |
| Gold and Glitter                         | 1912 | –                          |                                                 | [ 14 ]          |
| My Baby                                  | 1912 | –                          |                                                 | [ 19 ]          |
| The Informer                             | 1912 | Union soldier              |                                                 | [ 20 ]          |
| Brutality                                | 1912 | –                          |                                                 | [ 21 ]          |
| The New York Hat                         | 1912 | Preacher Bolton            |                                                 | [ 22 ]          |
| The Burglar's Dilemma                    | 1912 | Householder                | Actor and writer                                | [ 23 ]          |
| A Cry for Help                           | 1912 | –                          |                                                 | [ 19 ]          |
| The God Within                           | 1912 | –                          |                                                 | [ 24 ]          |
| Three Friends                            | 1913 | Second friend              |                                                 | [ 25 ]          |
| The Telephone Girl and the Lady          | 1913 | Desk sergeant              |                                                 | [ 26 ]          |
| An Adventure in the Autumn Woods         | 1913 | Father                     |                                                 | [ 27 ]          |
| The Tender-Hearted Boy                   | 1913 | –                          | Actor and writer                                | [ 28 ]          |
| Oil and Water                            | 1913 | –                          |                                                 | [ 29 ]          |
| A Chance Deception                       | 1913 | –                          |                                                 | [ 12 ]          |
| Love in an Apartment                     | 1913 | –                          |                                                 | [ 30 ]          |
| The Wrong Bottle                         | 1913 | –                          |                                                 | [ 31 ]          |
| A Girl's Stratagem                       | 1913 | –                          |                                                 | [ 32 ]          |
| The Unwelcome Guest                      | 1913 | –                          |                                                 | [ 31 ]          |
| Near to Earth                            | 1913 | –                          |                                                 | [ 19 ]          |
| Fate                                     | 1913 | –                          |                                                 | [ 33 ]          |
| The Sheriff's Baby                       | 1913 | –                          |                                                 | [ 34 ]          |
| The Perfidy of Mary                      | 1913 | –                          |                                                 | [ 19 ]          |
| The Little Tease                         | 1913 | –                          |                                                 | [ 14 ]          |
| A Misunderstood Boy                      | 1913 | –                          |                                                 | [ 35 ]          |
| The Lady and the Mouse                   | 1913 | –                          |                                                 | [ 36 ]          |
| The Wanderer                             | 1913 | Husband                    |                                                 | [ 32 ]          |
| The House of Darkness                    | 1913 | Doctor                     |                                                 | [ 37 ]          |
| The Yaqui Cur                            | 1913 | –                          |                                                 | [ 38 ]          |
| Just Gold                                | 1913 | –                          |                                                 | [ 39 ]          |
| The Ranchero's Revenge                   | 1913 | –                          |                                                 | [ 40 ]          |
| A Timely Interception                    | 1913 | –                          |                                                 | [ 32 ]          |
| Red Hicks Defies the World               | 1913 | –                          |                                                 | [ 41 ]          |
| The Well                                 | 1913 | –                          |                                                 | [ 19 ]          |
| Death's Marathon                         | 1913 | Financial backer           |                                                 | [ 42 ]          |
| The Switch Tower                         | 1913 | Counterfeiter              |                                                 | [ 32 ]          |
| Almost a Wild Man                        | 1913 | –                          |                                                 | [ 12 ]          |
| In Diplomatic Circles                    | 1913 | –                          |                                                 | [ 12 ]          |
| A Gamble with Death                      | 1913 | Jim Benton                 |                                                 | [ 43 ]          |
| The Enemy's Baby                         | 1913 | –                          |                                                 | [ 14 ]          |
| The Mirror                               | 1913 | –                          |                                                 | [ 14 ]          |
| Under the Shadow of the Law              | 1913 | –                          |                                                 | [ 44 ]          |
| I Was Meant for You                      | 1913 | –                          |                                                 | [ 12 ]          |
| An Indian's Loyalty                      | 1913 | –                          |                                                 | [ 12 ]          |
| The Suffragette Minstrels                | 1913 | –                          |                                                 | [ 45 ]          |
| The Work Habit                           | 1913 | –                          |                                                 | [ 44 ]          |
| The Crook and the Girl                   | 1913 | –                          |                                                 | [ 14 ]          |
| The Strong Man's Burden                  | 1913 | –                          |                                                 | [ 44 ]          |
| The Stolen Treaty                        | 1913 | –                          |                                                 | [ 46 ]          |
| So Runs the Way                          | 1913 | –                          |                                                 | [ 44 ]          |
| All for Science                          | 1913 | –                          |                                                 | [ 47 ]          |
| The Battle at Elderbush Gulch            | 1913 | –                          |                                                 | [ 40 ]          |
| "The House of Discord]]"                 | 1913 | Daughter's Sweetheart      |                                                 | [ 32 ]          |
| Classmates                               | 1914 | Dumble                     |                                                 | [ 48 ]          |
| Her Father's Silent Partner              | 1914 | –                          |                                                 | [ 49 ]          |
| The Massacre                             | 1914 | –                          |                                                 | [ 50 ]          |
| Judith of Bethulia                       | 1914 | Extra                      |                                                 | [ 51 ]          |
| Strongheart                              | 1914 | Billy Saunders             |                                                 | [ 52 ]          |
| Brute Force                              | 1914 | –                          |                                                 | [ 32 ]          |
| Woman Against Woman                      | 1914 | –                          |                                                 | [ 53 ]          |
| Men and Women                            | 1914 | –                          |                                                 | [ 32 ]          |
| The Power of the Press                   | 1914 | Steve Carson               |                                                 | [ 54 ]          |
| The Woman in Black                       | 1914 | Robert Crane               |                                                 | [ 55 ]          |
| The Span of Life                         | 1914 | Richard Blunt              | Lost film                                       | [ 56 ] [ 57 ]   |
| The Seats of the Mighty                  | 1914 | Monsieur Doltaire          | Lost film                                       | [ 58 ] [ 59 ]   |
| The Exploits of Elaine                   | 1914 | –                          |                                                 | [ 44 ]          |
| Under the Gaslight                       | 1914 | William Byke               | Lost film                                       | [ 60 ] [ 61 ]   |
| Wildfire                                 | 1915 | John Keefe                 |                                                 | [ 62 ]          |
| A Modern Magdalen                        | 1915 | Lindsay                    |                                                 | [ 63 ]          |
| The Curious Conduct of Judge Legarde     | 1915 | Judge Randolph Legarde     |                                                 | [ 64 ]          |
| The Romance of Elaine                    | 1915 | Submariner villain         |                                                 | [ 53 ]          |
| The Flaming Sword                        | 1915 | Steve                      |                                                 | [ 65 ]          |
| Dora Thorne                              | 1915 | Lord Earle                 | Lost film                                       | [ 66 ] [ 67 ]   |
| A Yellow Streak                          | 1915 | Barry Dale                 | Lost film                                       | [ 68 ] [ 69 ]   |
| Dorian's Divorce                         | 1916 | Richard Dorian             |                                                 | [ 70 ]          |
| The Quitter                              | 1916 | "Happy Jack" Lewis         |                                                 | [ 71 ]          |
| The Upheaval                             | 1916 | Jim Gordon                 |                                                 | [ 72 ]          |
| The Brand of Cowardice                   | 1916 | Cyril Hamilton             |                                                 | [ 73 ]          |
| The End of the Tour                      | 1917 | Bron Bennett               |                                                 | [ 74 ]          |
| His Father's Son                         | 1917 | J. Dabney Barron           |                                                 | [ 75 ]          |
| The Millionaire's Double                 | 1917 | Bide Bennington            | Lost film                                       | [ 76 ] [ 77 ]   |
| National Red Cross Pageant               | 1917 | Himself                    | Lost film                                       | [ 78 ] [ 79 ]   |
| The Copperhead                           | 1920 | Milt Shanks                |                                                 | [ 80 ]          |
| The Master Mind                          | 1920 | Henry Allen                | Lost film                                       | [ 81 ] [ 82 ]   |
| The Devil's Garden                       | 1920 | William Dale               | Lost film                                       | [ 83 ] [ 84 ]   |
| The Great Adventure                      | 1921 | Priam Farll                |                                                 | [ 85 ]          |
| Jim the Penman                           | 1921 | James Ralston              |                                                 | [ 86 ]          |
| Boomerang Bill                           | 1922 | Boomerang Bill             |                                                 | [ 87 ]          |
| The Face in the Fog                      | 1922 | Boston Blackie Dawson      |                                                 | [ 88 ]          |
| Enemies of Women                         | 1923 | Prince Lubimoff            | Only an incomplete print of this film survives  | [ 89 ] [ 90 ]   |
| Unseeing Eyes                            | 1923 | Conrad Dean                | Lost film                                       | [ 91 ] [ 92 ]   |
| The Eternal City                         | 1923 | Baron Bonelli              | Lost film                                       | [ 93 ] [ 94 ]   |
| America                                  | 1924 | Captain William Butler     |                                                 | [ 95 ]          |
| Decameron Nights                         | 1924 | Saladin                    |                                                 | [ 96 ]          |
| Meddling Women                           | 1924 | Edwin Ainsworth/John Wells |                                                 | [ 97 ]          |
| I Am the Man                             | 1924 | James McQuade              |                                                 | [ 98 ]          |
| A Man of Iron                            | 1925 | Philip Durban              | Lost film                                       | [ 99 ] [ 100 ]  |
| The Girl Who Wouldn't Work               | 1925 | Gordon Kent                |                                                 | [ 101 ]         |
| Children of the Whirlwind                | 1925 | Joe Ellison                |                                                 | [ 102 ]         |
| The Wrongdoers                           | 1925 | Daniel Abbott              |                                                 | [ 103 ]         |
| Fifty-Fifty                              | 1925 | Frederick Harmon           | Lost film                                       | [ 104 ] [ 105 ] |
| The Splendid Road                        | 1925 | Dan Clehollis              | Lost film                                       | [ 106 ] [ 107 ] |
| Die Frau mit dem schlechten Ruf          | 1925 | Allan Merrick              |                                                 | [ 108 ]         |
| Ben-Hur                                  | 1925 | Extra                      |                                                 | [ 109 ]         |
| Brooding Eyes                            | 1926 | Slim Jim Carey             |                                                 | [ 110 ]         |
| The Barrier                              | 1926 | Stark Bennett              | Lost film                                       | [ 111 ] [ 112 ] |
| Wife Tamers                              | 1926 | Mr. Barry                  |                                                 | [ 113 ]         |
| Paris at Midnight                        | 1926 | Vautrin                    |                                                 | [ 114 ]         |
| The Lucky Lady                           | 1926 | Count Ferranzo             |                                                 | [ 115 ]         |
| The Bells                                | 1926 | Mathias                    |                                                 | [ 116 ]         |
| The Temptress                            | 1926 | Canterac                   |                                                 | [ 117 ]         |
| The Show                                 | 1927 | The Greek                  |                                                 | [ 118 ]         |
| Women Love Diamonds                      | 1927 | Hugo Harlan                |                                                 | [ 119 ]         |
| Body and Soul                            | 1927 | Dr. Leyden                 |                                                 | [ 120 ]         |
| The Thirteenth Hour                      | 1927 | Professor Leroy            |                                                 | [ 121 ]         |
| Sadie Thompson                           | 1928 | Alfred Davidson            |                                                 | [ 122 ]         |
| Drums of Love                            | 1928 | Duke Cathos de Alvia       |                                                 | [ 123 ]         |
| The Lion and the Mouse                   | 1928 | "Ready Money" Ryder        |                                                 | [ 124 ]         |
| Road House                               | 1928 | Henry Grayson              |                                                 | [ 125 ]         |
| Alias Jimmy Valentine                    | 1928 | Doyle                      |                                                 | [ 126 ]         |
| West of Zanzibar                         | 1928 | Crane                      |                                                 | [ 127 ]         |
| The River Woman                          | 1928 | Bill Lefty                 |                                                 | [ 128 ]         |
| The Mysterious Island                    | 1929 | Count Andre Dakkar         |                                                 | [ 129 ]         |
| The Hollywood Revue of 1929              | 1929 | Himself                    |                                                 | [ 130 ]         |
| Free and Easy                            | 1930 | Himself                    |                                                 | [ 131 ]         |
| Guilty Hands                             | 1931 | Richard Grant              |                                                 | [ 132 ]         |
| A Free Soul                              | 1931 | Stephen Ashe               | Barrymore won the Academy Award for Best Actor  | [ 133 ] [ 134 ] |
| The Yellow Ticket                        | 1931 | Baron Igor Andreeff        |                                                 | [ 135 ]         |
| Mata Hari                                | 1931 | General Shubin             |                                                 | [ 136 ]         |
| Broken Lullaby                           | 1932 | Dr. Holderlin              |                                                 | [ 137 ]         |
| Arsène Lupin                             | 1932 | Detective Guerchard        |                                                 | [ 138 ]         |
| Grand Hotel                              | 1932 | Otto Kringelein            |                                                 | [ 139 ]         |
| The Washington Masquerade                | 1932 | Jefferson Keane            |                                                 | [ 140 ]         |
| Rasputin and the Empress                 | 1932 | Rasputin                   |                                                 | [ 141 ]         |
| Sweepings                                | 1933 | Daniel Pardway             |                                                 | [ 142 ]         |
| Looking Forward                          | 1933 | Benton                     |                                                 | [ 143 ]         |
| The Stranger's Return                    | 1933 | Grandpa Storr              |                                                 | [ 144 ]         |
| Dinner at Eight                          | 1933 | Oliver Jordan              |                                                 | [ 145 ]         |
| One Man's Journey                        | 1933 | Eli Watt                   |                                                 | [ 146 ]         |
| Night Flight                             | 1933 | Inspector Robineau         |                                                 | [ 147 ]         |
| Christopher Bean                         | 1933 | Dr. Milton Haggett         |                                                 | [ 148 ]         |
| Should Ladies Behave                     | 1933 | Augustus Merrick           |                                                 | [ 149 ]         |
| This Side of Heaven                      | 1934 | Martin Turner              |                                                 | [ 150 ]         |
| Carolina                                 | 1934 | Bob Connelly               |                                                 | [ 151 ]         |
| The Girl from Missouri                   | 1934 | T. R. Paige                |                                                 | [ 152 ]         |
| Treasure Island                          | 1934 | Billy Bones                |                                                 | [ 153 ]         |
| David Copperfield                        | 1935 | Dan Peggotty               |                                                 | [ 154 ]         |
| The Little Colonel                       | 1935 | Colonel Lloyd              |                                                 | [ 155 ]         |
| Mark of the Vampire                      | 1935 | Professor Zelin            |                                                 | [ 156 ]         |
| Public Hero No. 1                        | 1935 | Dr. Josiah Glass           |                                                 | [ 157 ]         |
| The Return of Peter Grimm                | 1935 | Peter Grimm                |                                                 | [ 158 ]         |
| Ah, Wilderness!                          | 1935 | Nat Miller                 |                                                 | [ 159 ]         |
| The Voice of Bugle Ann                   | 1936 | Spring Davis               |                                                 | [ 160 ]         |
| The Road to Glory                        | 1936 | La Roche                   | The character is also known as Private Morain   | [ 161 ]         |
| The Devil-Doll                           | 1936 | Paul Lavond                |                                                 | [ 162 ]         |
| The Gorgeous Hussy                       | 1936 | Andrew Jackson             |                                                 | [ 163 ]         |
| Camille                                  | 1936 | Monsieur Duval             |                                                 | [ 164 ]         |
| A Family Affair                          | 1937 | Judge James K. Hardy       |                                                 | [ 165 ]         |
| Captains Courageous                      | 1937 | Capt. Disko Troop          |                                                 | [ 166 ]         |
| Saratoga                                 | 1937 | Grandpa Clayton            |                                                 | [ 167 ]         |
| Navy Blue and Gold                       | 1937 | Captain "Skinny" Dawes     |                                                 | [ 168 ]         |
| Un yankeu la Oxford                      | 1938 | Dan Sheridan               |                                                 | [ 169 ]         |
| Test Pilot                               | 1938 | Howard B. Drake            |                                                 | [ 170 ]         |
| You Can't Take It with You               | 1938 | Martin Vanderhof           |                                                 | [ 171 ]         |
| Young Dr. Kildare                        | 1938 | Dr. Leonard Gillespie      |                                                 | [ 172 ]         |
| Let Freedom Ring                         | 1939 | Thomas Logan               |                                                 | [ 173 ]         |
| Calling Dr. Kildare                      | 1939 | Dr. Leonard Gillespie      |                                                 | [ 174 ]         |
| On Borrowed Time                         | 1939 | Julian Northrup            |                                                 | [ 175 ]         |
| The Secret of Dr. Kildare                | 1939 | Dr. Leonard Gillespie      |                                                 | [ 176 ]         |
| The Stars Look Down                      | 1940 | Narrator                   | Barrymore's narration is on the US release only | [ 177 ]         |
| Dr. Kildare's Strange Case               | 1940 | Dr. Leonard Gillespie      |                                                 | [ 178 ]         |
| Dr. Kildare Goes Home                    | 1940 | Dr. Leonard Gillespie      |                                                 | [ 179 ]         |
| Dr. Kildare's Crisis                     | 1940 | Dr. Leonard Gillespie      |                                                 | [ 180 ]         |
| The Penalty                              | 1941 | "Grandpa" Logan            |                                                 | [ 181 ]         |
| The Bad Man                              | 1941 | Uncle Henry Jones          |                                                 | [ 182 ]         |
| The People vs. Dr. Kildare               | 1941 | Dr. Leonard Gillespie      |                                                 | [ 183 ]         |
| Dr. Kildare's Wedding Day                | 1941 | Dr. Leonard Gillespie      | Barrymore also composed the music               | [ 184 ] [ 185 ] |
| Lady Be Good                             | 1941 | Judge Murdock              |                                                 | [ 186 ]         |
| Dr. Kildare's Victory                    | 1942 | Dr. Leonard Gillespie      |                                                 | [ 187 ]         |
| Calling Dr. Gillespie                    | 1942 | Dr. Leonard Gillespie      |                                                 | [ 188 ]         |
| Dr. Gillespie's New Assistant            | 1942 | Dr. Leonard Gillespie      |                                                 | [ 189 ]         |
| Tennessee Johnson                        | 1942 | Thaddeus Stevens           |                                                 | [ 190 ]         |
| Dr. Gillespie's Criminal Case            | 1943 | Dr. Leonard Gillespie      |                                                 | [ 191 ]         |
| The Last Will and Testament of Tom Smith | 1943 | Gramps                     | Short                                           | [ 192 ]         |
| A Guy Named Joe                          | 1943 | The General                |                                                 | [ 193 ]         |
| Three Men in White                       | 1944 | Dr. Leonard Gillespie      |                                                 | [ 194 ]         |
| Since You Went Away                      | 1944 | Clergyman                  |                                                 | [ 195 ]         |
| Dragon Seed                              | 1944 | Narrator                   |                                                 | [ 196 ]         |
| Thousands Cheer                          | 1944 | Announcer                  |                                                 | [ 197 ]         |
| Between Two Women                        | 1945 | Dr. Leonard Gillespie      |                                                 | [ 198 ]         |
| The Valley of Decision                   | 1945 | Pat Rafferty               |                                                 | [ 199 ]         |
| Three Wise Fools                         | 1946 | Dr. Richard Gaunght        |                                                 | [ 200 ]         |
| It's a Wonderful Life                    | 1946 | Henry F. Potter            |                                                 | [ 201 ]         |
| The Secret Heart                         | 1946 | Dr. Rossiger               |                                                 | [ 202 ]         |
| Duel in the Sun                          | 1946 | Senator McCanles           |                                                 | [ 203 ]         |
| Dark Delusion                            | 1947 | Dr. Leonard Gillespie      |                                                 | [ 204 ]         |
| Key Largo                                | 1948 | James Temple               |                                                 | [ 205 ]         |
| Down to the Sea in Ships                 | 1949 | Captain Bering Joy         |                                                 | [ 206 ]         |
| Malaya                                   | 1949 | John Manchester            |                                                 | [ 207 ]         |
| Right Cross                              | 1950 | Sean O'Malley              |                                                 | [ 208 ]         |
| Bannerline                               | 1951 | Hugo Trimble               |                                                 | [ 209 ]         |
| Lone Star                                | 1952 | Andrew Jackson             |                                                 | [ 210 ]         |
| Main Street to Broadway                  | 1953 | Himself                    |                                                 | [ 211 ]         |

### Ca regizor

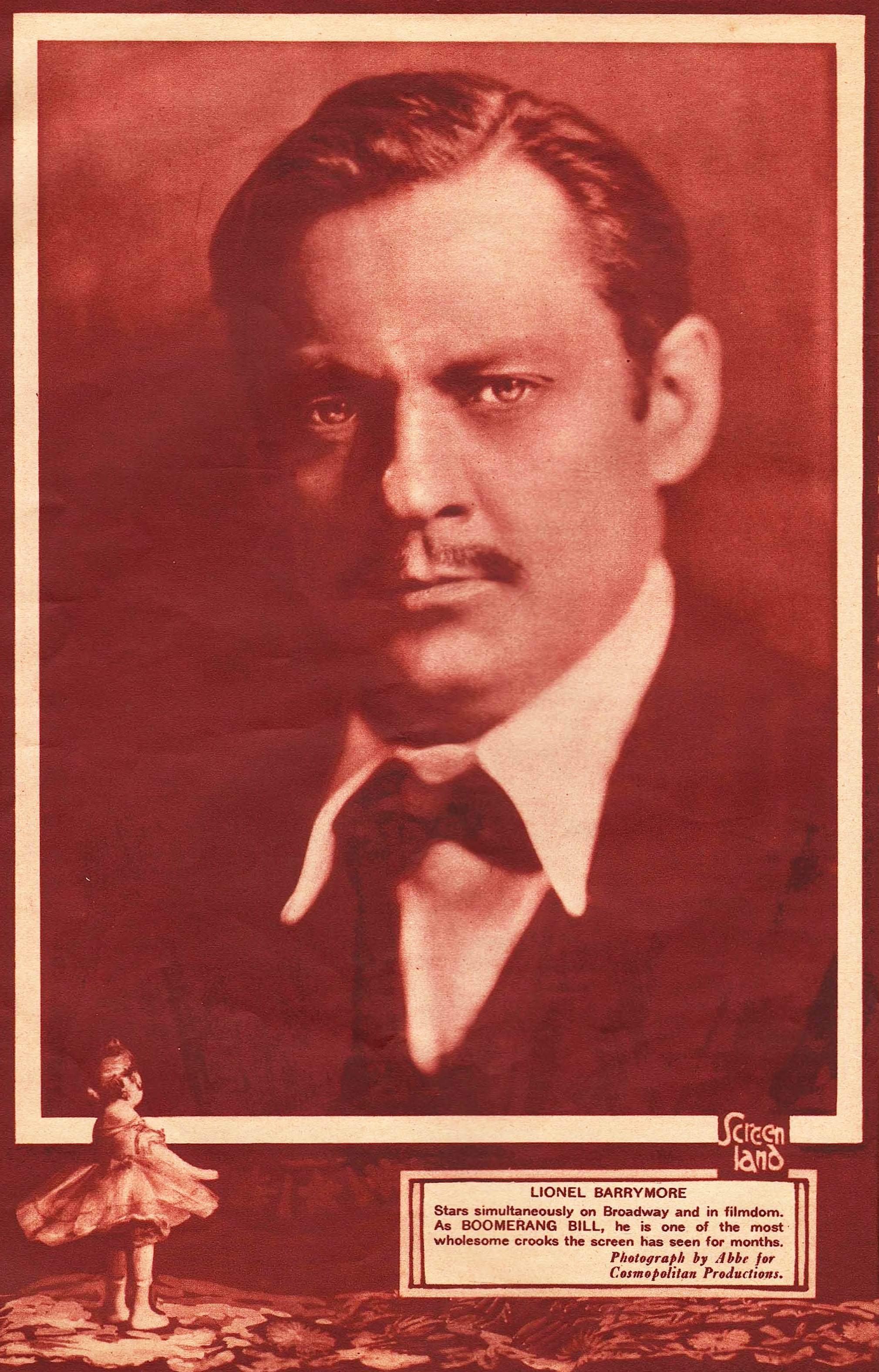
Barrymore in 1922

| Film                | An   | Note                                                             | Ref.            |
| ------------------- | ---- | ---------------------------------------------------------------- | --------------- |
| His Secret          | 1914 | Lost film                                                        | [ 14 ]          |
| Where's the Baby?   | 1914 | Lost film                                                        | [ 14 ]          |
| No Place for Father | 1914 | Lost film                                                        | [ 212 ]         |
| Just Boys           | 1914 | Lost film                                                        | [ 14 ]          |
| Chocolate Dynamite  | 1914 | Lost film                                                        | [ 14 ]          |
| Life's Whirlpool    | 1917 | Also writer; lost film                                           | [ 213 ]         |
| His Glorious Night  | 1929 | Barrymore also composed the music                                | [ 214 ] [ 12 ]  |
| Madame X            | 1929 | Barrymore was considered for the Academy Award for Best Director | [ 215 ] [ 216 ] |
| The Unholy Night    | 1929 |                                                                  | [ 217 ]         |
| Confession          | 1929 |                                                                  | [ 218 ]         |
| The Rogue Song      | 1930 |                                                                  | [ 219 ]         |
| Redemption          | 1930 | Only for retakes                                                 | [ 220 ]         |
| The Sea Bat         | 1930 | Uncredited                                                       | [ 221 ]         |
| Ten Cents a Dance   | 1931 |                                                                  | [ 222 ]         |

## Legături externe
- Lionel Barrymore la Internet Movie Database